# 何秉松
何秉松（1932年—2019年2月11日），中国法学家，被誉为中国刑法学泰斗。

## 生平
何秉松1932年出生于广西桂平，他有四个兄弟。1952年毕业于北京大学，后在中国政法大学任教。文革结束后，他在对林彪和四人帮反革命集团的审判中担任律师。 2010年2月1日，他被法国政府授予荣誉军团勋章。
2019年2月11日在北京去世，享年87岁。